# Synete parallelis
Synete parallelis är en fjärilsart som beskrevs av Sergius G. Kiriakoff 1979. Synete parallelis ingår i släktet Synete och familjen tandspinnare. Inga underarter finns listade i Catalogue of Life.